# Магдалиновский сельский совет (Чаплинский район)
Магдалиновский сельский совет (укр. Магдалинівська сільська рада) — входит в состав
Чаплинского района
Херсонской области
Украины.
Административный центр сельского совета находится в 
с. Магдалиновка
.

## История
- 1918 — дата образования.

## Населённые пункты совета
- с. Магдалиновка
- с. Андреевка
- с. Чёрная Долина